# Tolson (rivière)
Pour les articles homonymes, voir Tolson.
La rivière Tolson  (en anglais : Tolson River) est un cours d’eau de l’Île Stewart/Rakiura, en Nouvelle-Zélande.

## Géographie
C’est un affluent de la rivière Freshwater, qui prend naissance sur les pentes du Mont Rakeahua et s’écoule dans la rivière Freshwater près de son embouchure dans la rivière  Freshwater qui se jette dans ’Paterson Inlet’ .